# Hemosyderyna

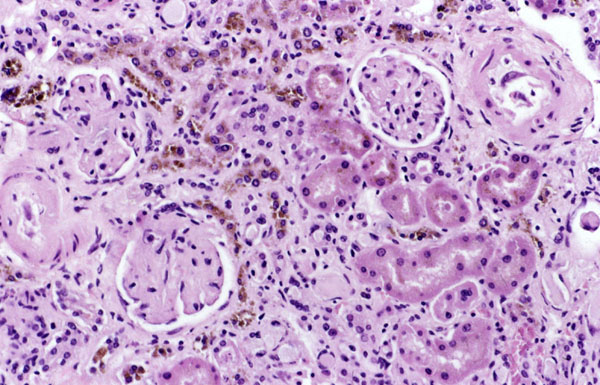
Hemosyderyna w preparacie tkankowym z nerki. Obszary wybarwione na brązowo wykazują obecność hemosyderyny

Hemosyderyna – kompleks białkowy magazynujący żelazo w komórkach. Zawiera mikrokryształy tlenowodorotlenku żelaza(III), Fe(O)OH, związane z białkiem, a także fosforany i jony innych metali. Wraz z ferrytyną jest główną formą przechowywania nadmiaru żelaza w wątrobie, występuje również w śledzionie i szpiku ssaków. Tworzy nieregularne, nierozpuszczalne agregaty widoczne pod mikroskopem optycznym i elektronowym. Powstaje głównie w wyniku degradacji ferrytyny-L. Żelazo zmagazynowane w hemosyderynie jest słabo biodostępne, może być jednak łatwo uwolnione, prowadząc do niszczenia komórek miąższowych.
Niektóre procesy chorobowe objawiają się przemieszczeniem dużej ilości hemosyderyny do tkanek; chociaż zazwyczaj nie dają objawów chorobowych, czasami mogą prowadzić do degradacji narządu, w którym się odkładają.
Hemosyderyna jest wykrywana w makrofagach, szczególnie po krwotokach, co sugeruje, że jej wytwarzanie jest związane z fagocytozą przez makrofagi czerwonych krwinek i hemoglobiny. Hemosyderyna może odkładać się w przebiegu chorób w różnych narządach.
Żelazo w organizmie jest niezbędne do przebiegu wielu reakcji chemicznych (w szczególności reakcji redukcji-utleniania), jednakże wykazuje również właściwości toksyczne, gdy nie jest właściwie magazynowane. W związku z tym organizm ludzki wykształcił wiele mechanizmów odpowiadających za jego przechowywanie.

## Choroby związane z odkładaniem hemosyderyny
Hemosyderyna może odkładać się w organizmie w przebiegu chorób z tzw. "przeładowaniem żelazem". Są to zazwyczaj choroby z przewlekłą utratą krwi, w których pacjenci często leczeni są transfuzjami krwi np. anemia sierpowata i talasemia. Hemosyderyna jest obecna również w cystach powstających w przebiegu endometriozy.